# Mount Pearl
Mount Pearl – miasto w Kanadzie, w prowincji Nowa Fundlandia i Labrador. Leży na półwyspie Avalon, na południowo-wschodnim krańcu wyspy Nowa Fundlandia. Rozwój terytorialny miasta został zablokowany gdy w 1992 jego okolice przyłączono do stolicy Nowej Fundlandii, Saint John’s.
Liczba mieszkańców Mount Pearl wynosi 24 671. Język angielski jest językiem ojczystym dla 99%, francuski dla 0,3% mieszkańców (2006).